# Paolo Salvatelli
Paolo Salvatelli (ur. 14 października 1962 w Maceracie) – włoski żużlowiec.

## Życiorys
Trzykrotny brązowy medalista indywidualnych mistrzostw Włoch (1987, 1992, 2003), dwukrotny złoty medalista drużynowych mistrzostw Włoch (2003, 2005), dwukrotny złoty medalista mistrzostw Włoch par (1988, 1992) oraz złoty medalista młodzieżowych mistrzostw Włoch (1984).
Wielokrotny reprezentant kraju na arenie międzynarodowej, m.in. uczestnik półfinału drużynowego Pucharu Świata (Eastbourne 2004 – IV miejsce), trzykrotny uczestnik półfinałów mistrzostw świata par (Lonigo 1986 – VI miejsce, Wiener Neustadt 1988 – IV miejsce [awans do finału, w którym nie wystąpił], Miszkolc 1993 – IV miejsce) oraz uczestnik eliminacji indywidualnych mistrzostw świata (najlepszy wynik: Leszno 1988 – IX miejsce w finale kontynentalnym).
W lidze brytyjskiej reprezentant klubu Ipswich Witches (1988).